# Arcaicam Esperantom
Arcaicam Esperantom (esperanto archaiczne, w zwykłej wersji: Arĥaika Esperanto) – wariant języka esperanto stosowany, aby uzyskać wrażenie starodawności tekstu. Został stworzony głównie z powodów stylistycznych, ponieważ zaszła konieczność przetłumaczenia na esperanto tekstów brzmiących archaicznie przy jednoczesnym zachowaniu ich archaiczności (z takich samych powodów stworzono dla esperanta wulgaryzmy, które pierwotnie nie miały w nim istnieć). Wariant ten został opublikowany przez Manuela Havelika w roku 1969, kolejne wydanie w 2010.

## Główne różnice
Pisownia:
- c zapisuje się jako tz
- ĉ zapisuje się jako ch
- f zapisuje się jako ph
- ĥ zapisuje się jako qh
- j zapisuje się jako y
- ĵ zapisuje się jako j
- k zapisuje się jako qu (przed e, i) lub jako c (przed a, o, u i spółgłoskami)
- ŝ zapisuje się jako sh
- ŭ zapisuje się jako w lub u
- v zapisuje się jako w

Zaimki osobowe:
- zamiast mi (ja) jest mihi
- zamiast vi (ty) jest tu
- zamiast li (on) jest lui
- zamiast ŝi (ona) jest eshi
- zamiast ĝi (ono) jest eghi
- zamiast ni (my) jest nos
- zamiast vi (wy, pan, pani, państwo) jest wos
- zamiast ili (oni) jest ilui (rodzaj męski) i sihi (rodzaj żeński)

Różnice gramatyczne:
(przykłady są podane w kolejności: esperanto → archaiczne esperanto)
- Bezokolicznik nie kończy się na –i, ale na –ar (jeżeli rdzeń kończy się na e lub i, np. krii → criar) lub –ir (w pozostałych przypadkach, np. esti → estir).
- Czasowniki podlegają odmianie (koniugacji), podmiot może nie być wyrażony. Odmiana jest we wszystkich czasach analogiczna, ponieważ nie zmienia się samogłoska ze zwykłych końcówek -as, -is, -os, -us, zmienia się tylko końcowe s:
  - mi estas → (mihi) estams (1. os. l. poj.)
  - vi estas → (tu) estas (2. os. l. poj.)
  - li/ŝi/ĝi estas → (lui/eshi/eghi) estat (3. os. l. poj.)
  - ni estas → (nos) estaims (1. os. l. mn.)
  - vi/ili estas → (wos/ilui/sihi) estait (2. i 3. os. l. mn.)
  - zachowanie czasowników po zaimku oni nie jest dokładnie opisane
- Tryb rozkazujący w liczbie mnogiej kończy się na –uy.
- Rzeczowniki podlegają odmianie (deklinacji):
  - domo → domom (l. poj. mianownika)
  - domoj → domoym (l. mn. mianownika)
  - de domo → domes (l. poj. dopełniacza)
  - de domoj → domeys (l. mn. dopełniacza)
  - al domo → domod (l. poj. celownika)
  - al domoj → domoyd (l. mn. celownika)
  - domon → domon (l. poj. biernika)
  - domojn → domoyn (l. mn. biernika)
- Przymiotniki odmieniają się analogicznie do rzeczowników:
  - bona → bonam (l. poj. mianownika)
  - bonaj → bonaym (l. mn. mianownika)
  - zachowanie przymioników w dopełniaczu nie jest dokładnie opisane
  - al bona → bonad (l. poj. celownika)
  - al bonaj → bonayd (l. mn. celownika)
  - bonan → bonan (l. poj. biernika)
  - bonajn → bonayn (l. mn. biernika)
- Końcówką przysłówków nie jest –e, lecz –oe.
- Zamiast –aŭ jest –ez.
- Nie istnieje rodzajnik określony la ani rodzajnik nieokreślony.

Leksyka:
Słowa utworzone w esperancie przedrostkiem mal- mają w archaicznej wersji własne wyrazy.
Słowa tablicowe:
- -a → -am
- -am → -ahem
- ĉi- → chey-
- -e → -oe
- ki- → cuy-
- nen- → nemy-
- -o → -om
- -om → -ohem
- ti- → ity-

## Przykład

### Ojcze nasz
W esperancie archaicznym:
Patrom noses, cuyu estas en chielom,

Estu sanctiguitam Tues nomom.

Venu Tues regnom,

plenumighu Tues volom,

cuyel en chielo, ityel ankez sur terom.

Panon noses cheyutagan donu nosod hodiez.

Cay pardonu nosod nies shuldoyn,

cuyel ankez nos pardonaims shuldantoyd noses.

Cay ne conducu nosoyn en tenton,

sed liberigu nosoyn malbones.

Amen

W esperancie:
Patro nia, kiu estas en la ĉielo,

Via nomo estu sanktigata

Via regno Venu.

Via volo Fariĝu,

Kiel en la ĉielo, tiel ankaŭ sur la tero.

Nian panon ĉiutagan donu al ni hodiaŭ.

Kaj pardonu al ni niajn kulpojn,

Kiel ankaŭ ni pardonas al niajn kulpulojn.

Kaj ne konduku nin en tenton,

Sed savu nin de la malbono.

(Ĉar cia estas la regno, kaj la forto

Kaj la gloro en eterneco.)

Amen.